# Uta Fritze-von Alvensleben
Uta Fritze-von Alvensleben   (Múnic, 1955) és una astrofísica alemanya guardonada amb el Premi Hertha Sponer de la Deutsche Physikalische Gesellschaft (Societat Alemanya de Física) l'any 2003 pel seu treball sobre l'evolució de les galàxies.

## Carrera professional
Fritze-von Alvensleben va néixer a Múnic i va estudiar física i filosofia a la Universitat Georg-August de Göttingen. Durant els seus estudis allà, va visitar la Universitat de Grenoble-Alps a França i al CERN de Ginebra, Suïssa. Després va completar els seus estudis a la Universitat de Göttingen el 1982 amb un diploma. Va acabar el seu doctorat l'any 1989 en astrofísica amb estudis sobre la comparació de models espectrofotomètrics de galàxies properes amb resultats experimentals d'enquestes de desplaçament cap al vermell. El gener de 2001 es va habilitar a la Universitat de Göttingen amb un estudi sobre l'evolució de les galàxies a escales de temps cosmològiques a l'Observatori de Göttingen.
El 2005, es va convertir en membre del Comitè del Programa d'Observació de l'Observatori Europeu Austral (European Southern Observatory, ESO). Va ser la responsable conjunta d'assignar el temps del telescopi a diferents científics per a cadascun dels vuit grans telescopis de l'ESO a Xile.
Després d'això, va investigar i va ensenyar a la Universitat de Hertfordshire com a part del GALEV (Galaxy Evolution Group) al Centre de Recerca en Astrofísica.
Fritze-von Alvensleben treballa a la Universitat de Göttingen des del 2008, on ha treballat en el Codi de síntesi evolutiva de Göttingen per a l'evolució espectral, química i cosmològica unificada de les galàxies.
Va ser guardonada amb el Premi Hertha-Sponer l'any 2003 de la Societat Alemanya de Física per les seves investigacions sobre l'evolució espectral i química de les galàxies a escales de temps cosmològiques, especialment sota la influència de les interaccions. La cerimònia de lliurament del premi va tenir lloc durant la 67a Conferència de Física el març de 2003 a Hannover, Alemanya.
Continua sent membre de la Unió Astronòmica Internacional i ha estat membre del grup Divisió J Galàxies i Cosmologia.

## Selecció de publicacions
- Contardo, Gertrud; Steinmetz, Matthias; Fritze-von Alvensleben, Uta «Photometric evolution of galaxies in cosmological scenarios» (en anglès). The Astrophysical Journal, 507(2), 1998, pàg. 497.
- Alloin, Danielle; Gallart, Carme; Fleurence, Emmanuel; Pompei, Emanuela; Raimann, Daniel; Fritze-Von Alvensleben, Uta; Yi, Sukyoung «Deriving star formation histories: Evolutionary or population synthesis codes versus color-magnitude diagrams» (en anglès). Astrophysics and space science, 281, 2002, pàg. 109-113.
- Weilbacher, Peter M.; Fritze-von Alvensleben, Uta; Duc, P. A. «Optical and NIR investigation of a sample of tidal dwarf candidates» (en anglès). Astrophysics and space science, 284, 2003, pàg. 639-642.
- Bicker, Jens; Fricke, K. J. «Evolutionary synthesis models for galaxy transformation in clusters» (en anglès). Astrophysics and space science, 284(2), 2003, pàg. 463-466.